# Ministero degli affari interni (Bielorussia)
Il Ministero degli affari interni (in bielorusso Міністэрства ўнутраных спраў Рэспублікі Беларусь, МУС?, Ministėrstva ŭnutranych spraŭ Rėspubliki Belarus', MUS) è un dicastero del governo bielorusso che amministra le attività di pubblica sicurezza e tutela l'ordine pubblico della Bielorussia.
L'attuale ministro è Ivan Kubrakoŭ, in carica dal 29 ottobre 2020.

## Ministri
- Uladzimir Jahoraŭ (16 luglio 1990 - 25 gennaio 1994)
- Uladzimir Dan'ko (22 febbraio 1994 - 8 agosto 1994)
- Juryj Zacharanka (28 luglio 1994 - 16 ottobre 1995)
- Valjacin Ahalec (20 dicembre 1995 - 8 gennaio 1999)
- Juryj Sivakoŭ (8 febbraio 1999 - 21 aprile 2000)
- Uladzimir Navumaŭ (25 settembre 2000 - 4 aprile 2009)
- Anatol' Kuljašoŭ (2 giugno 2009 - 11 maggio 2012)
- Ihar Šunevič (11 maggio 2012 - 10 giugno 2019)
- Juryj Karaeŭ (11 giugno 2019 - 29 ottobre 2020)
- Ivan Kubrakoŭ (dal 29 ottobre 2020)